# Світла (Уфимський район)
Сві́тла (рос. Светлая, башк. Светлая) — присілок у складі Уфимського району Башкортостану, Росія. Входить до складу Кирилловської сільської ради.
Присілок засновано 2005 року з частини колишнього селища Касимово, яке 1988 року увійшло до складу міста Уфа.